# Saint-Cyr-les-Colons
Saint-Cyr-les-Colons là một xã của Pháp,tọa lạc ở tỉnh Yonne trong vùng Bourgogne.

## Thông tin nhân khẩu
| Năm | 1962 | 1968 | 1975 | 1982 | 1990 | 1999 |
| --- | ---- | ---- | ---- | ---- | ---- | ---- |
| Dân số | 441  | 458  | 393  | 364  | 355  | 344  |
| From the year 1962 on: No double counting—residents of multiple communes (e.g. students and military personnel) are counted only once. |      |      |      |      |      |      |

Saint-Cyr-les-Colons comptait au recensement de 1999 344 habitants et 421 habitants (soit + 22%) au recensement de 2008.